# بخش مونرو (شهرستان دارک، اوهایو)
بخش مونرو (به انگلیسی: Monroe Township) یک منطقهٔ مسکونی در ایالات متحده آمریکا است که در شهرستان دارک، اوهایو واقع شده‌است.
 بخش مونرو ۶۶٫۵ کیلومتر مربع مساحت و ۱٬۷۳۵ نفر جمعیت دارد و ۳۱۶ متر بالاتر از سطح دریا واقع شده‌است.